# Heteroxolmis dominicana
La monjita dominicana (en Argentina y Paraguay) (Heteroxolmis dominicana), también denominada monjita dominica (en Argentina), viudita blanca cola negra (en Uruguay), viudita blanca grande (en Uruguay) o monjita overa, es una especie de ave paseriforme de la familia Tyrannidae, la única perteneciente al género Heteroxolmis; hasta el año 2020 algunos autores la situaban en el género Xolmis. Es nativa del centro sureste de América del Sur.

## Distribución y hábitat

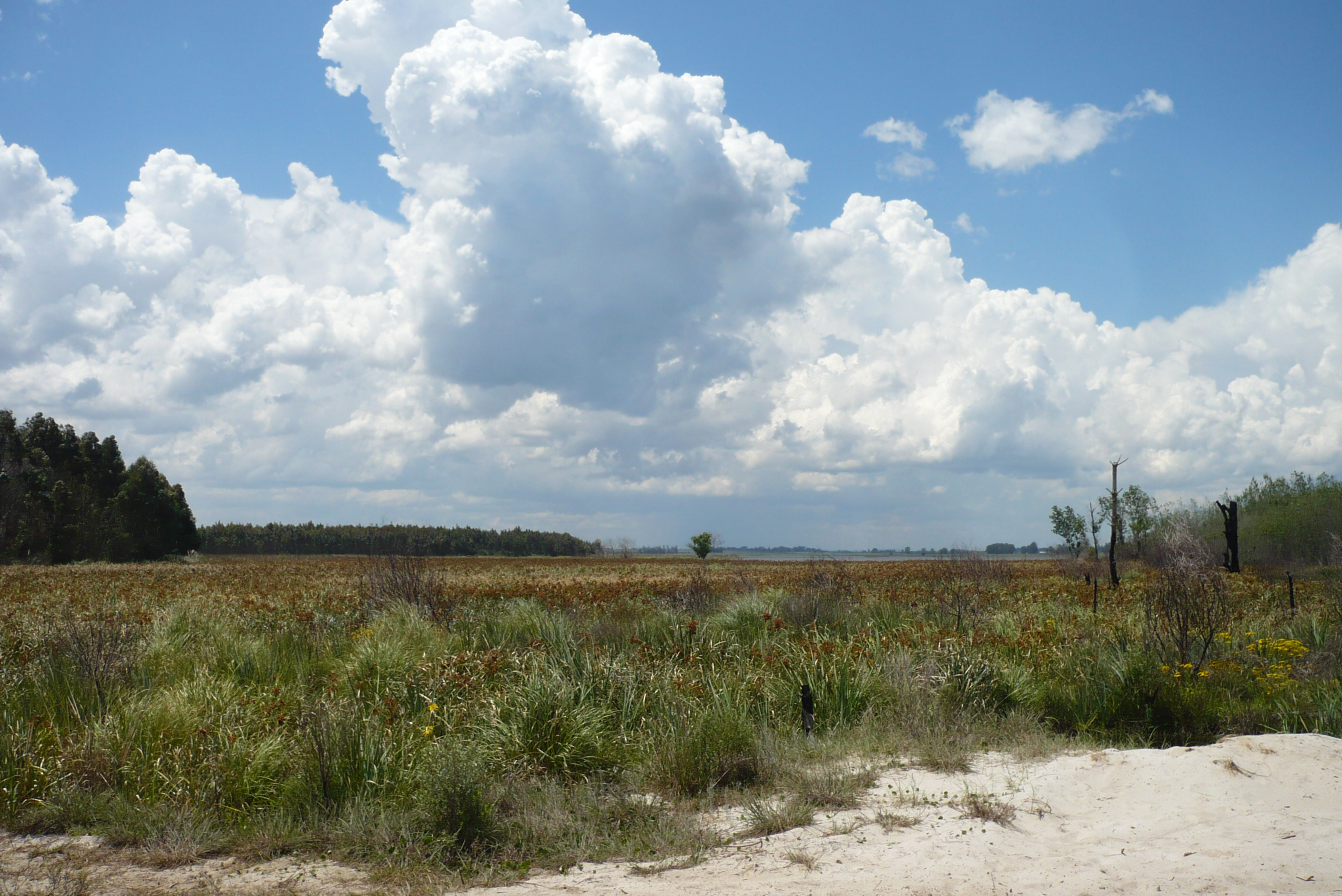
Laguna del Cisne, en Canelones, Uruguay, ejemplo de hábitat de la especie.

Se distribuye en la región sur de Brasil (Paraná, Santa Catarina, Río Grande del Sur, Uruguay y noreste y este de Argentina (Corrientes, este de Entre Ríos y noreste de Buenos Aires); existen registros no confirmados en Paraguay; antiguamente estaba más diseminada. En Uruguay se la puede observar en la Quebrada de los Cuervos.
Esta especie es actualmente rara y muy local en sus hábitats naturales: los pastizales abiertos alrededor de humedales y cunetas pantanosas, hasta los 1000 m de altitud.

## Estado de conservación
La monjita dominicana ha sido calificada como vulnerable por la Unión Internacional para la Conservación de la Naturaleza (IUCN) debido a que su zona de distribución y su población, estimada entre 6000 y 15 000 individuos maduros, se presumen estar en rápida decadencia como resultado de la continua pérdida de hábitat. La expansión de la industria forestal en Argentina representa una preocupación especial.

## Descripción
Mide 21 cm de longitud. El macho es casi todo blanco, con las alas y la cola, bastante larga, negros, con el tercio externo de las plumas primarias blanco, visible principalmente en vuelo; la cabeza y el dorso a veces teñido de gris pálido. La hembra es similar, pero con la cabeza y el dorso gris parduzco pálido y con franja escapular blanca.

## Comportamiento
Se encarama bajo en un arbusto, árbol bajo o cerca y salta al suelo para capturar insectos, haciéndolo de forma incansable. Anda en parejas muy visibles ocupando una gran área. Por lo menos en el sur de Brasil, es frecuente verlos asociados y liderando pequeños bandos de tordo amarillo Xanthopsar flavus.

### Reproducción
En el sur de Brasil fueron encontrados nidos entre octubre y diciembre, en Argentina entre el fin de septiembre y diciembre. El nido es bastante voluminoso, una taza abierta de pastos secos, tallos y algunas hojas, forrado con hierbas más finas, unas pocas plumas y/o lana, bien escondido en un arbusto bajo dentro de un pequeño enmarañado de vegetación lacustre o de pastizales. La puesta es de tres a cuatro huevos. Sufre parasitismo de puesta por el tordo renegrido (Molothrus bonariensis.

### Vocalización
Es callada, sabe emitir un llamado suave «uiyrt».

## Sistemática

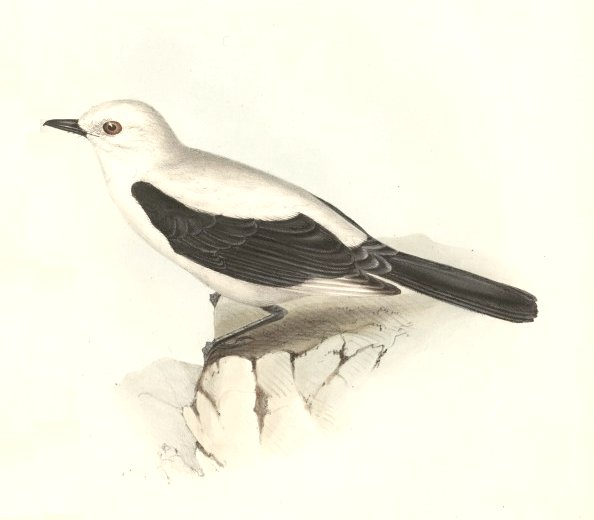
Fluvicola azarae sinónimo de Heteroxolmis dominicana, ilustración de John Gould en The zoology of the voyage of H.M.S. Beagle, 1838.

### Descripción original
La especie H. dominicana fue descrita por primera vez por el naturalista francés Louis Pierre Vieillot en 1823 bajo el nombre científico Tyrannus dominicanus; la localidad tipo es «Paraguay, al sur de la latitud 27° S.»
El género Heteroxolmis fue descrito por el ornitólogo estadounidense Wesley E. Lanyon en 1986, como monotípico, exclusivo para la presente especie, baséandose en datos de diferencias morfológicas.

### Etimología
El nombre genérico femenino «Heteroxolmis» es una combinación de la palabra del griego «heteros» que significa ‘diferente’, y del género Xolmis, las monjitas; y el nombre de la especie «dominicana» se refiere a los frailes dominicanos o jacobinos, en alusión a sus hábitos negros y blancos.

### Taxonomía
La presente especie fue colocada en el género Xolmis por diversos autores y clasificaciones y en su propio género Heteroxolmis por otros. Los estudios genéticos recientes de Ohlson et al. (2020) y Chesser et al. (2020) concluyeron que la especie no solamente no pertenece a Xolmis, sino que es pariente próxima de otros especialistas de pastizales cálidos como Alectrurus y Gubernetes en la tribu Fluvicolini y no en la tribu Xolmiini. Lanyon en 1986 ya había apuntado características morfológicas diferentes de los Xolmis, como la cápsula nasal totalmente osificada, y la siringe, también encontradas en los géneros Alectrurus, Gubernetes, Fluvicola y Arundinicola. El Comité de Clasificación de Sudamérica (SACC), en la Propuesta No 885 reconoció definitivamente al género Heteroxolmis. Como fue definido como femenino, el nombre de la especie cambia para Heteroxolmis dominicana. Es monotípica.